# Silnice I/31
Die Silnice I/31 (tschechisch für: „Straße I. Klasse 31“) ist eine tschechische Staatsstraße (Straße I. Klasse).

## Verlauf

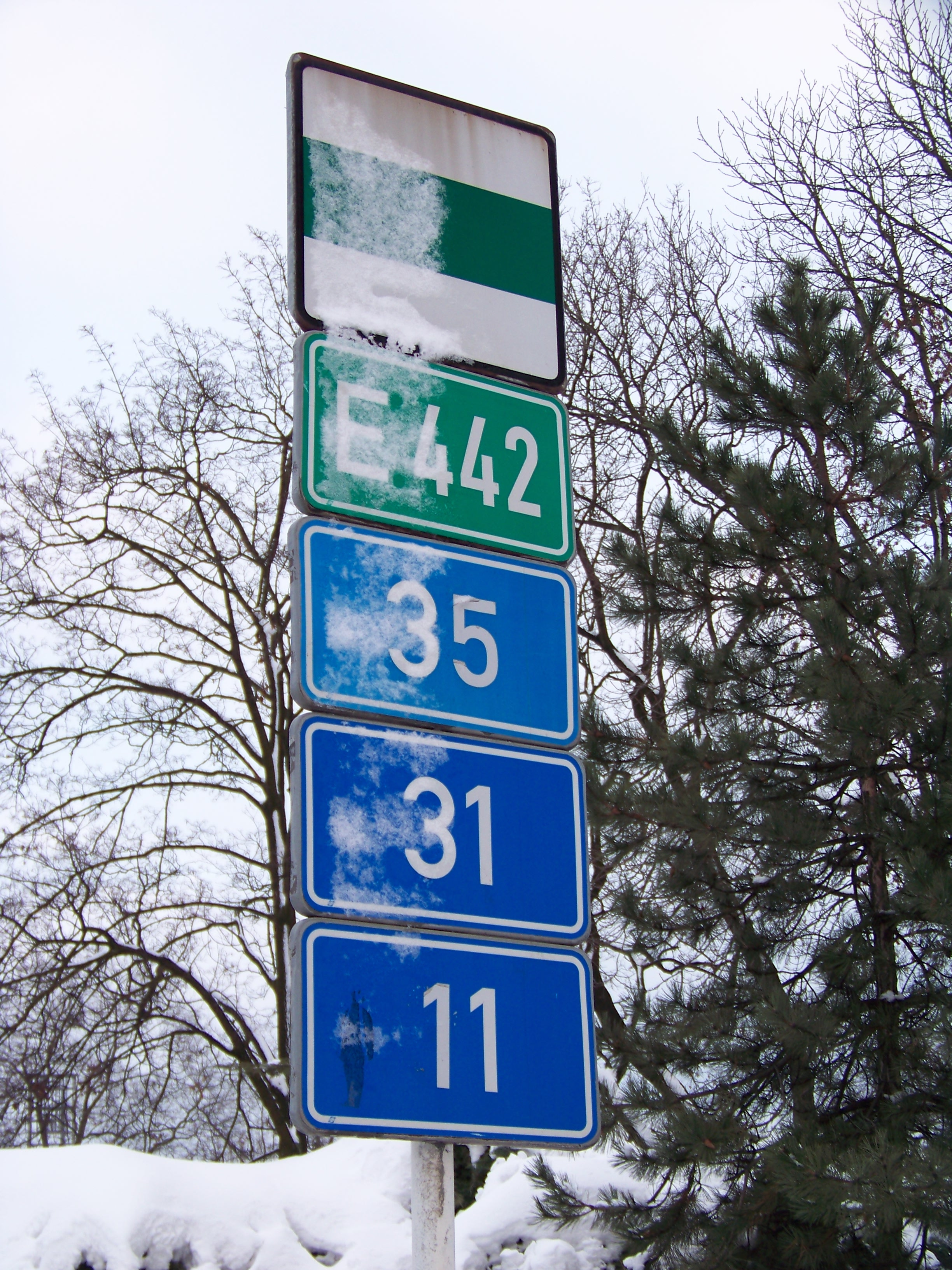
Verkehrszeichen an der Elbebrücke

Die mit den Straßen Silnice I/11, Silnice I/35 und Silnice I/37 verknüpfte vierspurige Straße bildet den Stadtring (městský okruh) von Hradec Králové (Königgrätz). Ihre Länge beträgt 6,325 Kilometer.